# Reseda barrelieri
Reseda barrelieri là một loài thực vật có hoa trong họ Resedaceae. Loài này được Bertol. ex Müll.Arg. miêu tả khoa học đầu tiên năm 1868.